# Armeense mythologie
De Armeense mythologie was het populaire geloof van het Armeense volk in de voorchristelijke periode. Het vertegenwoordigde de assimilatie van de zoroastrische religie die in Armenië werd beoefend met de werkelijke Armeense overtuigingen en de Hellenistische cultuur. De tempel onderging in de loop van de tijd veranderingen en zijn geschiedenis kan worden onderverdeeld in 3 fasen: Urartiaans (in het koninkrijk Van, 10-6e eeuw voor Christus), Zoroastrisch (tijdens het koninkrijk van Yervanduni, 6e-2e eeuw voor Christus) en Hellenistische (tijdens de Artashesische en Arshakunian koninkrijken: 2e - 4e eeuw voor Christus).

## Pantheon
Het pantheon van het voorchristelijke Armenië veranderde door de eeuwen heen. Oorspronkelijk inheems Armeens van aard, werd het pantheon gewijzigd door middel van Anatolische, Hurro - Urartiaanse, Semitische, Zoroastrische en Hellenistische invloeden.

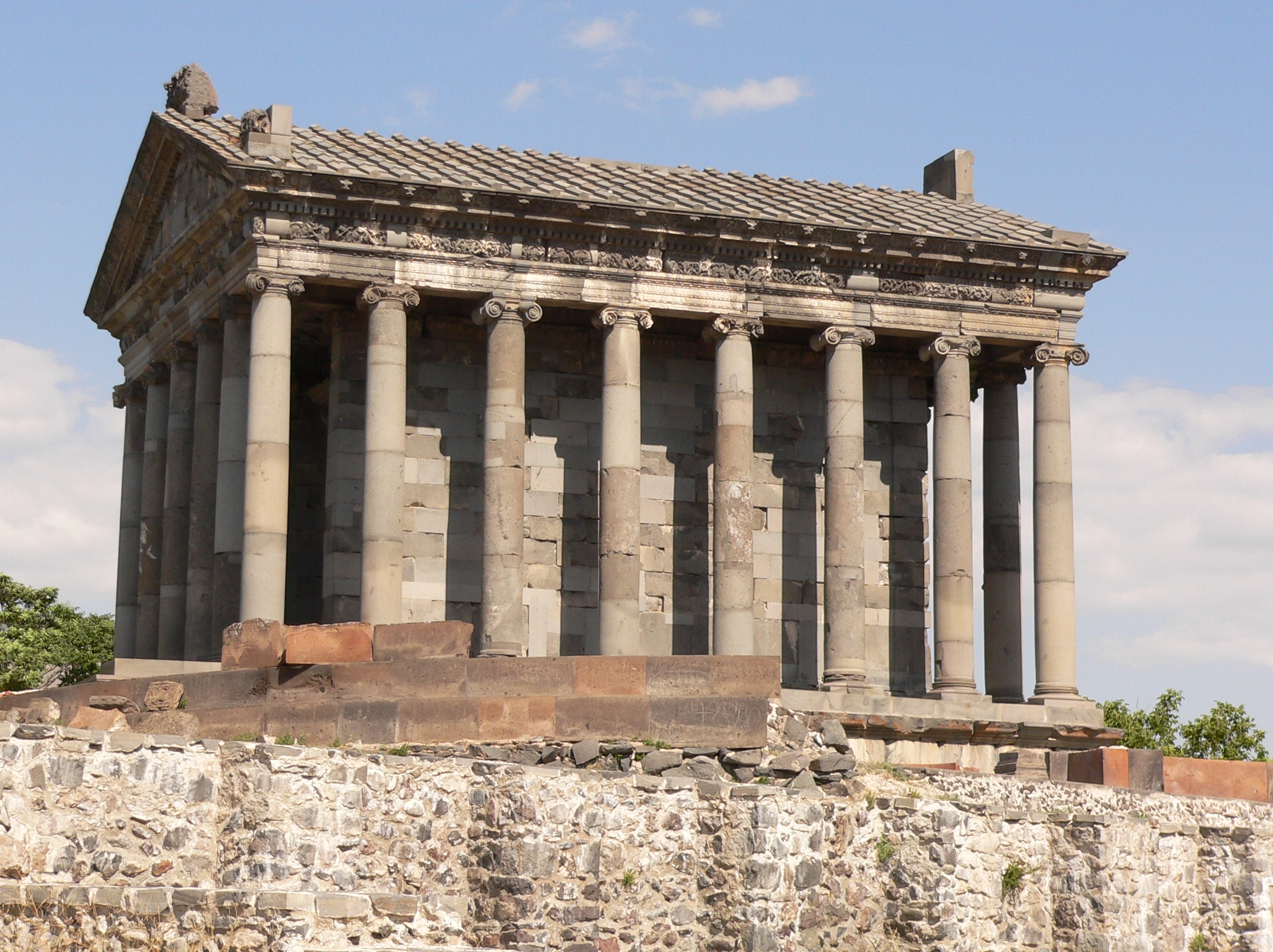
Zijaanzicht van de tempel van Garni.

Een veel voorkomend motief dat veel of alle heidense Armeense pantheons omvatte, was het geloof in een heersende triade van oppergoden, meestal bestaande uit een oppergod, een scheppende god, zijn zoon van de dondergod en een moedergodin.

## Sterrenbeeld
Hemelse hemellichten en sterrenbeelden worden al lang door mensen gezien als levende wezens en sterrenbeelden, en aan hen toegeschreven gezag over menselijke geboorte en dood, kracht en macht, geluk en ongeluk. Yeznik Koghbatsi, Anania Shirakatsi en andere auteurs van de 5e-7e eeuw hebben wat informatie bewaard over oude Armeense overtuigingen en bijgelovige opvattingen. Afhankelijk van welke dierenriem in de lucht verscheen, kreeg een persoon bij de geboorte al een lang of kort leven, geluk of ongeluk toegewezen. Leo was bijvoorbeeld een van de 12 sterrenbeelden en "ze zeggen dat iedereen die onder het teken Stier is geboren, dapper en trots zal zijn", en als hij wordt geboren onder het sterrenbeeld Steenbok, "wees voorzichtig, arrogant en verraderlijk" of "ze zeggen dat volgens de gelijkenis van de stier, ze sterk zullen zijn en een persoon zijn en naar zijn beeld geboren zullen worden.
Eznik Koghbatsi, die uitdrukking geeft aan de overtuigingen die in zijn tijd nog bewaard zijn gebleven, vertelt over het idee dat draken door ossen naar de hemel stegen. Zoals we kunnen zien, circuleerden de mythen rond ossen en draken, die uit de oudheid stamden, nog steeds onder de mensen. Er was een visioen van Nhangs, boze engelen die de kali-oogst of de kinderen konden stelen. Het aantal van dergelijke mythische gesprekken en overtuigingen was groot. Omdat de mens niet in staat was vele en vele fenomenen van de natuur en het leven te herkennen, schreef hij ze toe aan bovennatuurlijke macht of beschouwde ze als het resultaat van de acties van dergelijke krachten, en nam hij zelf zijn toevlucht tot de hulp van valse en dwaze middelen.
Eeuwenlang hadden mensen verschillende middelen, methoden, magische operaties, riten en ceremonies, spreuken, bezweringen, gebeden en vloeken, vragen en waarzeggerij ontwikkeld om de verschijnselen van de natuur en het sociale leven te verklaren en hun loop te "beïnvloeden". Ceremonies met betrekking tot aanbidding, rituelen, religieuze en huiselijke gebeurtenissen, tot aan de geboorte, huwelijksgebeurtenissen en begrafenisrituelen werden begeleid door theatervoorstellingen, zang en dans, muziek.
In het Hellenistische tijdperk, samen met de snelle ontwikkeling van de economie, steden, ambachten, wetenschap en kunst van het land, evenals de communicatie met de cultuur van de oude wereld, maakten het sociale denken en de wereldkennis ook grote vooruitgang. Maar naast de echte, primitieve, materialistische opvattingen over de natuurlijke fenomenen, waren de opvattingen en ideeën van een echt mythologisch en cultisch karakter en het daarop gebaseerde bijgeloof echter nog veel meer wijdverbreid.

### Kosmologie en hemellichamen
In de mythen was de lucht als een stad, omringd door stenen muren en koperen poorten. Bij de bodemloze zee, die hemel en aarde scheidde, was de hemel.
Hemel en aarde zijn echtgenoten, hemel is vader, aarde is moeder. Tussen hemel en aarde is de zee van hemelse abrikoos. De hemel is ook een stad, ook wel de stad Angin genoemd, omgeven door hoge stenen muren met bronzen poorten. De hemelse stad is een tempel van licht, of een schitterend paleis gebouwd van regenboogsteen, met hoge bogen. Alles daar is licht en glans, een wonder, er is geen duisternis of kou. Het is 'het huis en de plaats van onsterfelijkheid'.
Een rivier van vuur stroomde naast de poorten van de hemel, waarover een brug van een enkele haarlok was gespannen. De hel was onder de aarde. De in de hel gekwelde zielen kwamen uit de hel en klommen op de brug, maar die kon het gewicht van hun zonden niet weerstaan, ze brak en de zielen vielen in de rivier van vuur. Volgens een andere mythe overspande de brug de hel. En aan het einde van de wereld, wanneer alle doden zullen worden opgewekt, zal iedereen die brug moeten oversteken. zondaars zullen naar de hel gaan en rechtvaardige mensen zullen naar de hemel gaan.
Volgens één versie wordt de wereldbol op de hoeven van een stier geplaatst. Als hij zijn hoofd schudt, vindt er een aardbeving plaats. Volgens een andere versie is de aarde omringd door een grote vis, Leviathan (Lekeon of Leviathan), die in de oceaan zwemt. De vis probeert zijn staart te vangen, maar dat lukt niet. Aardbevingen worden veroorzaakt door zijn bewegingen. Als de vis echter zijn staart kan vangen, zal dit leiden tot de vernietiging van de wereld.
De aarde rust op de horens van een os. als hij zijn hoofd schudt, vindt er een aardbeving plaats.
Volgens andere opvattingen ligt de aarde aan de oceaan, aan alle vier de zijden omgeven door het lichaam van Leviathan, de vis wiens kop is gekomen en nog een centimeter ruimte over om zijn staart te bereiken. De vis denkt dat zijn staart een vreemd dier is dat altijd onder zijn neus speelt. Daarom blijft hij hem achtervolgen, hij wil hem vangen en bijten, maar dat kan hij niet, want vanaf de dag van de schepping van de wereld tot het einde groeit Leviathan zelfs geen haar. Als hij plotseling zijn staart weet te vangen, staat de wereld op zijn kop. En als hij bewegingen maakt om zijn staart te grijpen, schudt de aarde en vindt er een aardbeving plaats.
Sterrenplots nemen een belangrijke plaats in. In de oudheid omvatte de officiële religie van de Armeniërs de aanbidding van de zon en de maan, hun standbeelden bevonden zich in de tempel van Armavir. De sekte van de zonaanbidders, bestond zelfs tot in de 12e eeuw in Armenië.
Voorouderverering was nauw verwant aan sterren. Hayk, de sterboogschutter, werd geïdentificeerd met het sterrenbeeld Orion.
Volgens een mythe genoemd door Anania Shirakatsi, werd Tsir-melk gemaakt toen de Armeense voorouder Vahagn een steen stal om zijn volk te verwarmen in de kou van de winter. Het sterrenbeeld ‘Grote Beer’ of de ‘Zeven Schone Sterren’ waren zeven praatgrage en roddelende meisjes die de woede van de god hadden opgewekt, waardoor de god hen in sterren veranderde. Volgens een andere versie waren het zeven sanamers die een peetvader hadden. Elk van de zeven dacht dat de ander voor de beschermheilige zou zorgen, en de beschermheilige werd zonder zorgen achtergelaten en stierf van de honger. Daarna transformeert God ze in zeven sterren.
De sterren van het sterrenbeeld ‘weegschaal’ zijn de kinderen van Armeense voorouder Hayk, drie jongens en drie meisjes, die ook Haykers worden genoemd.
Er was ook een geloof dat iedereen zijn eigen ster aan de hemel had, en als die gedimd zou worden, zou die persoon in gevaar zijn, of zelfs dood zijn.

### Vuur, water en bliksem
Volgens Armeense mythen zijn vuur en water broer en zus, maar zustervuur maakt ruzie met broederwater, en tot nu toe zijn ze eeuwige vijanden.
Ooit maakten broer en zus ruzie over wie de sterkste is. Ze besluiten hun kracht te meten. Het vuur begint al het droge gras van de bergen te verbranden om zijn kracht te tonen. Broederwater komt en dooft onmiddellijk het vuur. Sinds die dag zijn broer en zus van elkaar gescheiden.
Volgens een andere legende creëerde Satan het vuur door met een strijkijzer op een vuursteen te slaan. Dit vuur werd later door de mensen gebruikt.
God is boos op de duivel omdat hij het geheim van vuur aan mensen heeft onthuld, hij zegt:
‘Wacht, door jou zal ik zo'n vuur maken waar mensen bang voor zullen zijn. En hij creëert het vuur van de god, de bliksem, en stuurt het naar de aarde.’
De rituelen van bruiloften worden ook geassocieerd met vuur. Op de dag van Trndez, die tijdens de christelijke jaartelling werd omgevormd tot de dag van de begrafenis van het kindje Jezus, wordt een ritueel vreugdevuur aangestoken, waaromheen ze dansen en de pasgetrouwden over het smeulende vuur gooien in de overtuiging dat het kwaad zal worden gedwarsboomd en het nieuw geschapen gezin vruchtbaar zal zijn.

### Vroeg Armeens
Deze goden worden verondersteld inheemse Armeense goden te zijn, aanbeden tijdens de vroegste tijdperken van de Armeense geschiedenis ( Proto-Armeens). Velen, zo niet alle, worden verondersteld te zijn afgeleid van de Proto-Indo-Europese religie . Er is waarschijnlijk ook invloed van de inheemse overtuigingen van de Armeense Hooglanden.
- - Areg (Arev) of Ar, god van de zon, vergelijkbaar met Mesopotamische Utu. [1] Waarschijnlijk ook bekend als, of ontwikkeld tot, Ara. Deze god werd waarschijnlijk genoemd op de deur van Meher uit het Urartiaanse tijdperk (als Ara of Arwaa). [2]
  - Astghik, [3] verwant aan de Mesopotamische godin Inanna, geïdentificeerd met Venus. Een vruchtbaarheidsgodin en gemalin van Vahagn, die een tempel met hem deelt in de stad Ashtishat. [4] De feestdag van Vardavar was oorspronkelijk ter ere van Astghik. De naam "Astghik" is afgeleid van astgh "ster" van Proto-Indo-Europees het Armeense verkleinwoord -ik. [5]
  - Ayg, godin van de dageraad. [6]
  - Angegh (letterlijk: "ongeziene"), god van de onderwereld. [7] De belangrijkste tempel van Angegh bevond zich in Angegh-tun (Huis van Angegh), wat mogelijk overeenkwam met de Ingalova van Hettitische en Ingelene/Ingilena van Griekse en Latijnse archieven, waarschijnlijk in de buurt van het moderne Eğil. [8]Vergelijkbaar met Nergal en Hades .
  - Tork Angegh "Gegeven door Angegh". Een achterkleinzoon van Hayk. [9] Een monsterlijke en lelijke held. Gooide enorme rotsblokken om vijandelijke schepen in de Zwarte Zee tot zinken te brengen. [10] Soms gelijkgesteld met Thor en Polyphemus en mogelijk Tarḫunna .
  - Amanor - "De drager van nieuwe vruchten" (de god van het nieuwe jaar, Navasard ). Misschien was het wel of niet dezelfde god als Vanatur. Tegenwoordig wordt in Armenië de naam Amanor gebruikt voor 'oud en nieuw'. [11]
  - Vanatur - Ofwel betekent "de Heer van Van" of "asiel verlenen", Vanatur was de god van gastvrijheid. Hij kan al dan niet dezelfde god zijn geweest als Amanor. [11] Later gelijkgesteld met Aramazd en Zeus.
  - Nvard ( Klassiek Armeens: Nuard) de partner van Ara. Vergelijkbaar met Nane en Inanna (Ishtar). Waarschijnlijk ontwikkeld tot Anahit. [12]
  - Tsovinar ‘de nar van de zee’, godin van de wateren en de oceaan. Misschien ook een bliksemgodin. Werd de gemalin van Vahagn. [13] Mogelijk verbonden met Inara .
  - Andndayin ōj, die leefde in het zwarte water rond de wereldboom. [14]

### Hayasan
Hoewel de exacte relatie tussen het koninkrijk Hayasa-Azzi uit de bronstijd en Armeniërs onzeker is, geloven veel geleerden dat er een verband is (vergelijk Hayasa met de Armeense endoniemen Hayastan en Hay). Er is niet veel bekend over het Hayasan-pantheon, maar sommige namen zijn bewaard gebleven via Hittitische records. De triade kan bestaan uit Ugur, Inanna en Tarumu. [1]
- - Ugur - De oppergod van het Hayasan-pantheon. Vertegenwoordigd door het goddelijke ideogram Ugur in Hettitische verslagen, dat wordt gelijkgesteld met de Sumerische god Nergal. De naam van deze god is onbekend, maar het kan Angeł, Hayk, Ar of een variant van de Hattiaanse god Šulikatte zijn geweest. Waarschijnlijk de vader van Terettitunnis en Tarumu. Kan ook in verband zijn gebracht met Semitische El (Elkunirša in Hettitisch). [1]
  - Inanna - De gemalin van de oppergod van Hayasa. Net als haar man heeft haar naam het niet overleefd, maar er wordt gespeculeerd dat ze een vroege vorm van Anahit was en geassocieerd met de Hettitische Asertu . [2]
  - Terittitunnis - Mogelijk een vroege vorm van Vahagn. Misschien gerelateerd aan Griekse Triton. [3]
  - Tarumu - De zesde god van het Hayasan-pantheon. Misschien verbonden met Tarhu . [3]
  - Baltaik - Mogelijk een godin die is verbonden met het West-Semitische Ba'alat (Astarte), met een vermoedelijk Armeens verkleinwoord -ik (zoals aanwezig in de naam van de godin "Astghik"). [3]
  - Izzistanus (Een voorgestelde reconstructie van een beschadigde naam "s/t-an-nu-us". Misschien is een versie van Hattische Estan (Ezzi Estan: “goede Estan”). [3]
  - Unag-astuas of Unagastas - Een godheid genoemd in het verdrag met de Hettieten, maar met onbekende kwaliteiten. Etymologisch waarschijnlijk verbonden met Astvats (Klassiek Armeens: Astuas), een naam die nog steeds wordt gebruikt voor God in het Armeense christendom . Mogelijk een vorm van de Subarische god Astuvanu (Astupinu), die wordt gelijkgesteld met Sumerische Nergal . [4]

### Urartisch
De goden van het Urartiaanse pantheon werden meestal ontleend aan hettitische en Luwische, Hurritische, Semitische en Armeense religies.
De mythologie van het koninkrijk Van (Biyinili, Urartu) wordt genoemd in de inscriptie van de Deur van Mher. Het was samengesteld uit 70 goden: 35 vrouwelijke en 35 mannelijke (elke god had zijn eigen teken), en ongeveer 100 heiligdommen. Hier een aantal goden uit de Urartische periode:
- Haldi of Khaldi - De oppergod van Urartu. Een Akkadische godheid (met een mogelijke Armeense of Grieks-Armeense naam - vergelijk met Helios ) die pas tijdens de regering van Ishpuini in het Urartiaanse pantheon werd geïntroduceerd. [1] Vormde een triade met zijn zonen Artinis en Teisheba. [2] Gelijkgesteld met Baal en Mitra/Mihr. Soms ook verbonden met Hayk.
- Arubani - Vrouw van Haldi. Godin van vruchtbaarheid en kunst. Mogelijk een vroege vorm van Anahit. [3]
- Bagvarti of Bagmashtu (Bagbartu) - Vrouw van Haldi. Mogelijk een regionale variant (van Armeense of Indo-Iraanse oorsprong) van Arubani, of misschien een geheel andere godin.
- Teispas of Teisheba - Stormgod, een zoon van Haldi, met wie hij de leidende triade van de goden vormde. Een variatie op Hurrian Teshub . [2]
- Shivini of Artinis - Zonnegod, een zoon van Haldi, met wie hij de leidende triade van de goden vormde. [2] Van de Proto-Indo-Europese en Hettitische god Siu (vergelijk met Zeus, Deus, etc. Artinis is de Armeense vorm, letterlijk "zonnegod" en is mogelijk verbonden met Ara.
- Selardi - maangodin. Mogelijk de zus van Artinis (uit het Armeens: siela = zus, ardi = zonnegod) [2]
- Saris - Waarschijnlijk een verbastering van Ishtar . [2]
- Huba - Vrouw van Theispas. Versie van Hebat .

## Zoroastrische invloed
Zoroastrische invloeden drongen door in de Armeense cultuur tijdens het Achaemenidische rijk, hoewel de bekering onvolledig en syncretistisch was, en de Perzen en Armeniërs leken zich nooit met elkaar te identificeren als geloofsgenoten [1] ondanks dat ze zichzelf allebei 'Mazda-aanbidders' noemden. [2]
- - Aramazd – verwant aan de Iraanse Ahura Mazda (of Ormazd ), eventueel gemengd met Ara of Aram. Hoofd van het pantheon, geïdentificeerd met Zeus in de interpretatio graeca, met wie hij veel titels deelde. [1] [2] Samen met Anahit en Vahagn vormden ze een leidende triade. [1] Gelijkgesteld met Vanatur en Aram en Ara, waar hij allemaal aspecten uit haalde. Na verloop van tijd werden de positieve functies van Baal Shamin door Aramazd geabsorbeerd. [2]
  - Anadatus - De Armeense vorm van de Zoroastrische Amesha Spenta Ameretat . [1]
  - Anahit – Verwant aan de Iraanse Anahita. Waarschijnlijk oorspronkelijk gerelateerd aan Sumerische Inanna en Babylonische Anunit (Ishtar, Astarte) voorafgaand aan de Iraanse aanwezigheid in de regio. Anahit, de godin van vruchtbaarheid en geboorte, en dochter of vrouw van Aramazd, wordt ook geïdentificeerd met Artemis en Aphrodite. Tempels gewijd aan Anahit werden opgericht in Ani-Kammakh, Armavir, Artashat, Ashtishat. Ani is waarschijnlijk een afleiding of een alternatieve vorm van Anahit.
  - Mihr – Verwant aan de Iraanse Mithra. God van de zon en het licht, zoon van Aramazd, de broer van Anahit en Nane. Historisch gezien, ondanks zijn hoge plaats in het pantheon, werd de aanbidding van Mihr overschaduwd door Vahagn [1] (inderdaad, de aanbidding van Mihr lijkt een aanvulling te zijn geweest op die van Vahagn [3]), en er is weinig bekend over zijn aanbidding, afgezien van overeenkomsten met de Iraanse Mithra en de afwezigheid van de Mithraïsche mysteries. [1] Mihr werd geïdentificeerd met Hephaestus door Movses Khorenatsi en latere auteurs. [2] Zijn centrum van aanbidding bevond zich in Bagaharich, [1] en de tempel van Garni was aan hem gewijd.
  - Omanos - De Armeense vorm van de Zoroastrische Vohu Manah. [1]
  - Spandaramet – Vernwant aan de Iraanse Spenta Armaiti, [1] [4] een dochter van Aramazd, en de tsonische godin van de vruchtbaarheid, wijngaarden [1] en de onderwereld. [4] Spandaramet werd gekozen door vertalers van enkele Armeense bijbels om de betekenis van Διόνυσος (dionisos) in 2 Makkabeeën 6: 7 over te brengen. Soms Sandaramet [1] of Santamaret [4] duidt op een connectie met de onderwereld die uniek is voor de Armeense theologie, zelfs in christelijke geschriften. [1] Haar koninkrijk wordt bewoond door boze geesten genaamd Santarametakans . [5]
  - Tir of Tiur - Vernwant aan ofwel de Iraanse Tir (of Tishtrya ) of (via Armeense dpir "schrijver") de Babylonische Nabu. In beide gevallen de kwikgod van wijsheid, geschreven taal, cultuur en wetenschap; boodschapper van de goden [1] [2] [6] en psychopomp. [2] [7] Geïdentificeerd met de Griekse Apollo. [1] Tir's rol als psychopomp werd mogelijk overgenomen door de Luwische dondergod Tarhunda, wiens naam was gebruikt om die van de Mesopotamische onderwereldgod Nergal te vertalen. [2] Tir's tempel stond in de buurt van Artashat .
  - Vahagn - Een "k'aj" (dapper). Etymologisch afgeleid van de Iraanse Verethragna (via Vahram -> Vram -> Vam + -agn ), had de Armeense Vahagn echter weinig te maken met zijn Iraanse naamgenoot. [8] De stormgod en drakendoder, geïdentificeerd met de Griekse Hercules, deze identificatie maakte de cirkel rond toen Armeense vertalers van de Bijbel Vahagn gebruikten om Ἡρακλῆς (Irakles) in 2 Makkabeeën 4:19 te vertalen. [1] Soms aangeduid met de titel Tsovean, vooral in zijn rol als god van de zeeën. [9] Vahagn was mogelijk oorspronkelijk de Hayasan- god, Terittitunni, [10] die enkele kenmerken van de Hurro-Urartiaanse stormgod Teshub / Teisheba overnam. De christelijke folklore nam Vahagn's rol als storm- of weergod op in de aartsengel Gabriël . [2] Derik huisvestte de centrale tempel van Vahagn.

## Post-Alexandrijnse invloeden
- Barsamin - God van lucht en weer, afgeleid van de Semitische god Baal Shamin . [1]
- Nane – Verwant aan de Elamitische Nanē, (via de Babylonische Nanâ ), [1] [2] assimileert ook aspecten van de Frygsche Cebele. [3] Dochter van Aramazd, zus van Anahit en Mihr. Een godin van moederschap, oorlog en wijsheid. Geïdentificeerd met Athene . [2] Haar cultus was gerelateerd aan Anahit, beide tempels die dicht bij elkaar in Gavar lagen.

Monsters en geesten

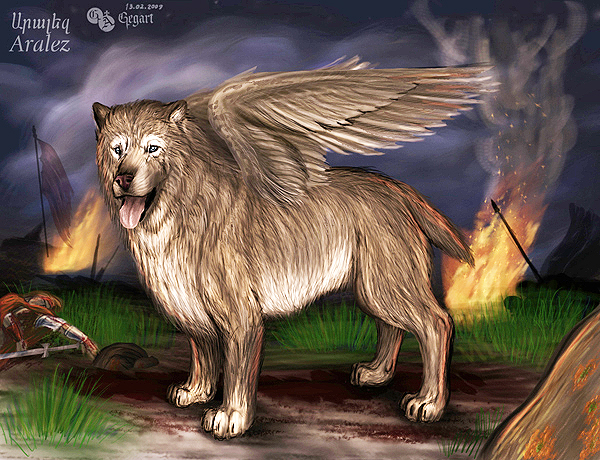
Aralez op het slagveld.

- Al - De Al is een dwergachtige boze geest die zwangere vrouwen aanvalt en pasgeboren baby's steelt. Beschreven als half dier en half mens, zijn tanden zijn van ijzer en spijkers van koper of koper. Het draagt meestal een puntmuts bedekt met bellen en kan onzichtbaar worden. [1] [2]
- Aralez - Aralezner – Een hondachtig wezen in het Armeense pantheon zijn hondachtige wezens (gemodelleerd naar Gampr ) met krachten om gevallen krijgers te reanimeren en de doden tot leven te wekken door wonden schoon te likken.
- Devs - De Dev zijn uit de lucht samengestelde geestelijke wezens die afkomstig zijn uit de zoroastrische mythologie (de daeva's ) en veel overeenkomsten vertonen met engelen en demonen. Ze wonen op steenachtige plaatsen en ruïnes, en worden meestal voor zichzelf gehouden. [2]
- Shahapet - De Shahapet, ook wel Khshathrapti, Shavod, Shoithrapaiti, Shvaz en Shvod genoemd, waren meestal vriendelijke beschermgeesten van de Armeense, Slavische en Perzische mythologie, die meestal in de vorm van slangen voorkwamen. Ze bewoonden onder meer huizen, boomgaarden, velden, bossen en begraafplaatsen. Het Shvaz-type was meer landbouwgericht, terwijl de Shvod een bewaker van het huis was. Een Shvod die goed wordt behandeld, kan de inwoners van het huis belonen met goud, maar als hij wordt mishandeld, kan dit tot ruzie leiden en vertrekken. [2]
- Nhang - De Nhang (van het Perzische woord voor "krokodil") was een slangenmonster in de rivier met vormveranderende krachten, vaak verbonden met de meer conventionele Armeense draken. Het wezen zou in een zeehond kunnen veranderen of een man kunnen lokken door in een vrouw te veranderen, dan het slachtoffer naar binnen slepen en verdrinken om zijn bloed te drinken. Het woord "Nhang" wordt in de oude Armeense literatuur soms gebruikt als algemene term voor een zeemonster. [2]
- Piatek - De Piatek is een groot zoogdierlijk wezen dat lijkt op een vleugelloze griffioen.
- Vishap - Een draak die nauw verbonden is met water, vergelijkbaar met de Leviathan. Het wordt meestal afgebeeld als een gevleugelde slang of met een combinatie van elementen van verschillende dieren. In het moderne Armeens is het woord vishap een benaming voor ‘draak’. Vóór de Iraanse overheersing in Armenië werden de draken mogelijk ‘gegh’ genoemd. [3] Mogelijk in verband gebracht met de Hurritische Ullikummi en Hettitische Illuyanka . [3]

Helden en legendarische vorsten

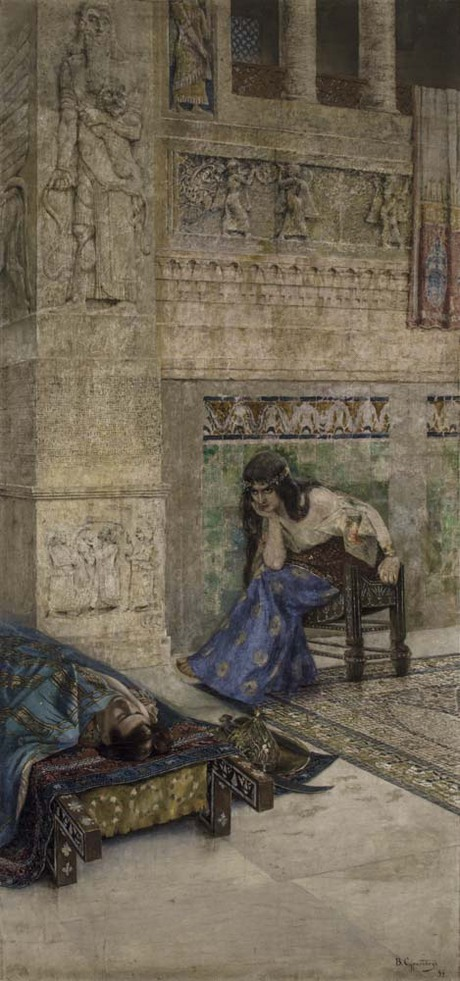
Shamiram staart naar het lijk van Ara toe Knappe (schilderij van Vardges Sureniants, 1899).

Deze figuren zijn vooral bekend uit post-christelijke bronnen, maar behoorden mogelijk tot de voorchristelijke mythologie. [1] Velen lijken te zijn afgeleid van Proto-Indo-Europese mythologieën en religieuze tradities. Men vermoedt dat Hayk, Ara en Aram oorspronkelijk goden waren, mogelijk afkomstig uit het oudste Armeense pantheon. Toch zijn deze figuren volgens sommige bronnen geen mythologie, maar hebben ze daadwerkelijk bestaan.[2]
- Ara de Knappe - Zoon van Aram. Een knappe krijger gedood in een oorlog tegen de Assyrische Semiramis, in sommige versies weer tot leven gewekt door haar gebeden. Mogelijk oorspronkelijk een gepersonifieerde versie van de zonnegod Ar (Arev), waarschijnlijk vermeld op de deur van Meher uit het Urartiaanse tijdperk. [1]
- Aram - Moordenaar van de reus Barsamin, mogelijk oorspronkelijk een oorlogsgod die bekend staat als Aremenius. [2] Vader van Ara. De naam Aram is waarschijnlijk een Armeense naam die oorspronkelijk is afgeleid van Proto-Indo-European * rēmo-, wat "zwart" betekent. [3] De naam is gerelateerd aan Hindu Rama .
- Hayk, de legendarische voorvader van de Armeniërs, die een succesvolle opstand leidde tegen een Babylonische koning genaamd Bel . [4] [5] Toen Bel en zijn legers Hayk en zijn volk achtervolgden, vuurde Hayk een pijl over het slagveld, waarbij Bel werd gedood en zijn troepen werden afgeschrikt. [5] Ze zei een reus te zijn geweest. Mogelijk oorspronkelijk een donder- / stormgod. [6] Gelijkgesteld met Haldi, Mitra en Orion. De naam Hayk kan zijn afgeleid van Proto-Indo-Europese * poti- (heer, meester, patriarch). [7]
- Karapet - Een voorchristelijk Armeens mythologisch personage geïdentificeerd met Johannes de Doper na de adoptie van het christendom door de Armeniërs. Karapet wordt meestal voorgesteld als een glinsterende langharige dondergod met een paarse kroon en een kruis.
- Nimrod – Een achterkleinzoon van Noach en de koning van Sinear, wordt in de Bijbel beschreven als zowel een man met macht op aarde als een machtige jager.
- Sanasar en Baghdasar, twee broers, stichtten de stad Sason en luidden de gelijknamige staat in. Sanasar werd beschouwd als de voorouder van verschillende generaties helden van Sassoon. Er wordt gezegd dat hun moeder onderhevig was aan een wonderbaarlijke zwangerschap door water te drinken uit een bepaalde fontein. [8]
- Sargis, een held, geassocieerd met voorchristelijke mythen, werd later geïdentificeerd met christelijke heiligen die dezelfde naam droegen. Hij wordt voorgesteld als een lange, slanke, knappe ridder op een wit paard. Sarkis is in staat om de wind, stormen en sneeuwstormen op te wekken en ze tegen vijanden te keren.
- Shamiram, Semiramis - De legendarische koningin van het Neo-Assyrische rijk die oorlog voerde om Ara te pakken te krijgen.
- Yervaz en Yervant ( Klassiek Armeens : Eruaz en Eruand ), mythische tweelingen geboren uit een vrouw uit de Arsacid-dynastie van Armenië, die zich onderscheidt door enorme trekken en overgevoeligheid.